# لاري كينغ (كاتب)
لاري كينغ (بالإنجليزية: Larry L. King)‏ (و. 1929 – 2012 م) هو صحفي، وروائي، وكاتب مسرحي، من الولايات المتحدة الأمريكية، توفي في واشنطن العاصمة، عن عمر يناهز 83 عاماً.

## جوائز
حصل على جوائز منها:
- جائزة إيمي.

## وصلات خارجية
- لاري كينغ على موقع IMDb (الإنجليزية)
- لاري كينغ على موقع ميوزك برينز (الإنجليزية)
- لاري كينغ على موقع قاعدة بيانات برودواي على الإنترنت (الإنجليزية)
- لاري كينغ على موقع قاعدة بيانات الفيلم (الإنجليزية)